# Antipornografía

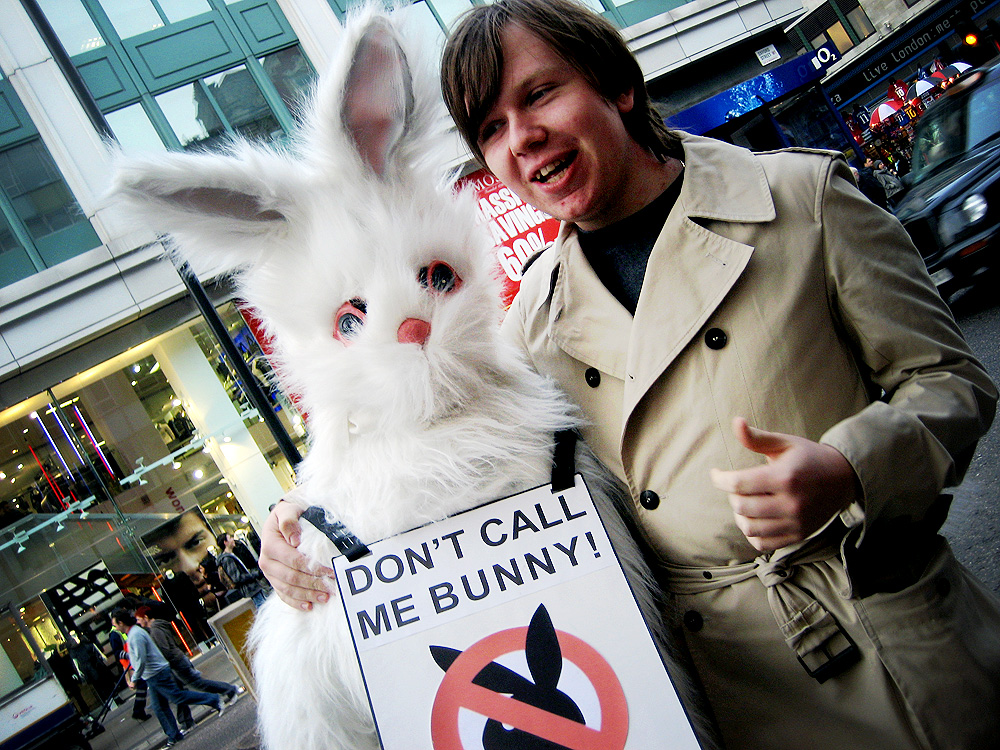
Protesta Antipornografía en la Calle Oxford

El término antipornografía se utiliza para describir a aquellos que sostienen que la pornografía tiene una variedad de efectos nocivos, tales como el fomento de la trata de personas, la desensibilización, la pedofilia, la deshumanización, la explotación sexual, disfunción sexual y la incapacidad para mantener la salud sexual en las relaciones.
Muchas personas que participan en el movimiento contra la pornografía son grupos religiosos, intelectuales, ex estrellas porno, psicólogos, grupos feministas radicales y los individuos que sienten que la pornografía juega un papel importante en la ruptura de los matrimonios y las relaciones formales.

## Efectos en la sociedad
Muchos sectores de la sociedad se oponen a la pornografía, ya que defienden que es una industria que explota a las mujeres y los niños y que es cómplice de las violaciones, tanto en su producción (el abuso y la explotación especialmente de las mujeres y los niños que realizan en la pornografía está muy extendida) como en su consumo (la pornografía erotiza la dominación, la humillación y la coerción y, refuerza desórdenes sexuales y culturales, que son cómplices de la violación y el acoso sexual). Sostienen que la pornografía contribuye a la perversión y la depravación sexual.

## Efectos en la salud
La pornografía puede causar los siguientes efectos en la salud de la persona:
Alteraciones cerebrales
Recientes estudios muestran que quienes consumen pornografía con frecuencia presentan cerebros menos funcionales, activos y con ciertas áreas disminuidas. El proceso de evolución del cerebro no cesa a lo largo de la vida, pues constantemente crea nuevas conexiones neuronales, especialmente en la juventud. Aquellas conexiones que no se utilizan se suelen desechar.
La pornografía es una actividad que genera tanta atracción que provoca un desinterés en la persona hacia otras actividades, incluyendo las relaciones sexuales. De hecho, la pornografía puede inhibir tu tendencia natural a las relaciones sexuales. Esto se debe, según el doctor Norman Doidge, investigador de la Universidad de Columbia, a que la pornografía estimula la segregación de unas sustancias que modifican tu cerebro.
El consumo habitual de pornografía puede derivar en graves patologías
El consumo de pornografía provoca la segregación de dopamina en una parte del cerebro llamada “centro de recompensa” (también conocido como sistema de recompensa). La función de este es transmitir una señal placentera cuando haces una actividad saludable como comer, mantener relaciones sexuales o hacer ejercicio. El “subidón” te hace querer repetir esa actividad una y otra vez. Tu cerebro está programado para fomentar actividades que mejoren tu salud y tu capacidad de supervivencia .
La pornografía es una actividad que se vuelve cada vez más habitual porque algunos consumidores desarrollan tolerancia, pues la pornografía que solía excitarles empieza a resultarles aburrida. De este modo, a menudo buscan compensarlo pasando más tiempo consumiendo pornografía o buscando material más agresivo con el fin de recuperar ese fuerte estímulo. Muchos consumidores notan cómo ciertas temáticas que pueden considerarse  “repulsivas”, tales como la violencia o el abuso, empiezan a ser de su agrado.
La pornografía puede ser adictiva
Algunos estudios muestran que de todas las formas de entretenimiento en línea (como apuestas, videojuegos, navegar por la red o las redes sociales), la pornografía presenta la tendencia a la adicción más alta.
Cuando la pornografía entra en nuestro cerebro, estimula el centro de recompensas para bombear dopamina al cerebro, provocando un aluvión de sustancias químicas entre las que destaca una proteína llamada DeltaFosB. Esta proteína se encarga de crear nuevas conexiones neuronales para vincular lo que haces (en este caso, ver pornografía) con el placer que sientes. Esos recuerdos son más fuertes que otras conexiones neuronales, por lo que hacen más fácil volver a la pornografía una y otra vez.
Los consumidores de pornografía experimentan una pérdida de sensibilidad a causa de una sobrecarga de dopamina y por ello les resulta difícil sentirse bien sin su dosis de dopamina. Algunos presentan ansiedad o malestar hasta que pueden volver a consumir pornografía. Cuanto más fuerte se vuelve el hábito, los vídeos pornográficos que ve tienden a ser cada vez más violentos. Muchas personas que intentan abandonar la pornografía confiesan que es “muy difícil” hacerlo. El Instituto Nacional sobre el Abuso de Drogas (NIDA en inglés) incluye estos síntomas en su criterio de detección de adicciones.
La pornografía puede afectar seriamente los gustos sexuales
El centro de recompensas normalmente nos mueve a tener comportamientos y hábitos saludables, pero cuando esas sustancias químicas de recompensa crean una conexión con algo dañino, ejercen el efecto contrario.
Los consumidores de pornografía pueden pensar que solo se entretienen con contenido sexual explícito, pero en realidad sus cerebros están creando conexiones entre su excitación sexual y lo que están viendo en la pantalla. Puesto que los consumidores tienden a crear tolerancia hacia la pornografía que ya han visto y suelen buscar contenido cada vez más extremo para excitarse, el tipo de pornografía que ven varía a lo largo del tiempo. En una encuesta en la que participaron mil quinientos hombres adultos, el 56% afirmó que sus gustos pornográficos se habían vuelto “cada vez más extremos o pervertidos.” Al igual que las ratas, muchos consumidores acabaron excitándose por cosas que solían causarles rechazo o que iban contra sus creencias morales. En muchos casos, los consumidores descubrieron que sus gustos habían cambiado tanto que ya no mostraban interés sexual con sus parejas, mientras que con la pornografía sí.
Cuando los consumidores empiezan a ver actos sexuales peligrosos y extremos, lo que antes les resultaba repugnante o vergonzoso empiezan a verlo como normal, aceptable y más normal de lo que parece. Un estudio mostró que el número de personas expuestas a una gran cantidad de pornografía que se había planteado el sexo con animales o el sexo violento era dos veces mayor que en personas que no consumían pornografía. Cuando la gente piensa que determinado comportamiento es normal, es más probable que lo reproduzca.
La pornografía puede causar los mismos efectos que las drogas
Los investigadores descubrieron que la pornografía y las sustancias adictivas como el tabaco provocan efectos similares en el cerebro, y provocan en el cerebro reacciones muy diferentes a las de placeres sanos y naturales como el alimento o el sexo.
Las drogas adictivas disparan los niveles de dopamina en el cerebro sin cesar. Cuanta más droga consume la persona, más dopamina entra en su cerebro y más fuerte se vuelve la necesidad de esta. Por esta razón los drogadictos tienen tantas dificultades en dejar de consumir cuando toman la primera dosis.
La pornografía puede perjudicar seriamente la vida sexual
Varios estudios demuestran que el consumo de pornografía guarda una relación directa con problemas de excitación sexual, atracción o comportamiento sexual. Los investigadores han demostrado la existencia de una fuerte conexión entre el consumo de pornografía y un nivel bajo de deseo sexual, la disfunción eréctil y problemas para alcanzar el orgasmo. Muchos consumidores habituales de pornografía alcanzan un punto en el que prefieren ver pornografía a tener relaciones sexuales. Un estudio reciente concluyó que la pornografía era la razón detrás de un bajo deseo sexual entre alumnos de bachillerato.
Esta clase de problemas sexuales son preocupantes especialmente en adolescentes y adultos jóvenes. Sus cerebros son especialmente vulnerables a la pornografía, y se encuentran en un periodo en el que están creando su personalidad, sus preferencias y sus expectativas de futuro.

#### La pornografía puede dañar el amor de pareja
Algunos estudios demuestran que el consumo de pornografía está relacionado con relaciones menos estables, mayor riesgo de infidelidad y mayor probabilidad de divorcio. Los hombres que consumen pornografía se sienten menos atraídos por sus parejas y menos enamorados de ellas. Un estudio reciente analizó a varias parejas durante seis años, de 2006 a 2012, para averiguar qué factores influían en la calidad de su matrimonio y su satisfacción sexual. Los investigadores descubrieron que la pornografía era el segundo indicador más importante de sufrimiento en el matrimonio. No solo eso, sino que los matrimonios más dañados eran aquellos en los que los hombres consumían pornografía una o más veces al día.
¿Por qué los consumidores de pornografía presentan dificultades en sus relaciones diarias? Algunos estudios apuntan a que los consumidores de pornografía muestran menos amor y confianza a sus parejas, son más proclives a la separación y el divorcio, y ven el matrimonio como una “limitación.” En general, están menos comprometidos con sus parejas, menos satisfechos en sus relaciones, y muestran una actitud cínica hacia el amor y las relaciones en general. También tienen una peor comunicación de pareja y suelen aceptar que en sus relaciones “las pequeñas riñas se vuelvan fuertes discusiones con acusaciones, críticas, insultos, y reproches pasados.” Además la pornografía arruina la vida sexual de la pareja.

#### La pornografía puede conducir al aislamiento
“Cuanto más consumes pornografía, más te aíslas,” afirma el psicólogo Gary Brooks, que trabaja con adictos a la pornografía desde hace 30 años.“El consumo de pornografía se vuelve una experiencia depresiva, degradante y odiosa cuanto más se da en una persona”. La gente busca placer fácil cuanto peor se siente consigo misma. Lo normal sería que buscaran apoyo y ayuda en gente cercana, una pareja, un amigo o un familiar. Sin embargo, la mayoría de los consumidores de pornografía no quieren revelar su situación a quien sea, y mucho menos a su pareja, por lo que acaban recurriendo a un atajo fácil: más pornografía.
La pornografía puede dañar a la pareja
Estudios demuestran que la mayoría de las mujeres –aunque estas opinen que la pornografía esté bien– no tolera la pornografía en su propia relación. ¡Y con razón! La evidencia científica que demuestra el daño que la pornografía puede ejercer en las relaciones y las parejas es abrumador. Lo cierto es que la pornografía altera las expectativas del sexo y la atracción al presentar una imagen distorsionada. En la pornografía las mujeres siempre están estupendas. Siempre son jóvenes, tienen retoques quirúrgicos, están maquilladas y Photoshop oculta sus imperfecciones. De ese modo no es de extrañar que, según una encuesta a nivel nacional, seis de cada siete mujeres opine que la pornografía ha cambiado los gustos de los hombres hacia las mujeres.
La pornografía puede deformar la visión del sexo
Aunque la pornografía es “contenido para adultos”, muchos de sus consumidores son menores de edad. De hecho, la mayoría de los adolescentes sufren en parte disfunción eréctil a causa de la pornografía.
Los investigadores sostienen que la influencia del porno influye en los comportamientos sexuales del adolescente. Por ejemplo, la gente que ha consumido mucha pornografía es más proclive a la promiscuidad y a tener conductas sexuales peligrosas que pueda traer como consecuencia contraer enfermedades de transmisión sexual.
El sociólogo Michael Kimmel sostiene que la pornografía ha influido notablemente en las fantasías sexuales masculinas. Estas fantasías pueden truncarse cuando las parejas no quieren emular lo que los hombres han visto en la pornografía. Así pues, los hombres que consumen pornografía son más propensos a buscar prostitutas para intentar reproducir lo que han visto en una pantalla. En una encuesta a ex-prostitutas, el 80% confesó que sus clientes le mostraban imágenes pornográficas para explicar lo que querían hacer.
La pornografía está vinculada a la prostitución y el tráfico sexual
Los defensores de la pornografía suelen defender que está bien que una mujer sea maltratada en la pornografía si dio su previo consentimiento. En algunos casos se ve cuando las víctimas son forzadas, como es el caso de la pornografía infantil o la trata de personas. Los proxenetas a menudo emplean la pornografía para iniciar a sus víctimas en su nueva vida de esclavitud sexual, y luego forzarlas a seguir haciendo pornografía.
La pornografía puede dañar seriamente la vida personal
Varios estudios demuestran que los consumidores de pornografía tienen relaciones menos estables, muestran tasas más alta de infidelidad y divorcio y son menos comprometidos con sus parejas; están menos satisfechos en sus relaciones y se muestran cínicos ante el matrimonio, el amor y las relaciones en general.

### La pornografía guarda relación con la violencia
No toda la pornografía muestra violencia física, pero incluso la que no es violenta ejerce síntomas similares en los consumidores. La mayoría de la pornografía –violenta o no– presenta hombres dominantes y agresivos mientras que las mujeres son sumisas y obedientes. La sumisión comienza a aceptarse como algo normal cuando se ve de manera repetida y allana el camino a la alteración del equilibrio de las parejas y la aceptación progresiva de la violencia física y psicológica contra las mujeres. Los investigadores han demostrado que quienes consumen pornografía (aunque no sea violenta) son más proclives a apoyar el abuso y la agresión sexual a mujeres y niñas. Uno de los casos más sonados en los últimos años ha sido La Manada en el año 2016 en donde cinco hombres españoles raptaron y abusaron de una joven de 18 años durante el festival de San Fermín en Navarra.
La pornografía no solo cambia actitudes, sino también comportamientos. En 2016, tras el caso de La Manada un equipo de investigadores recabó todas las investigaciones sobre pornografía realizadas hasta el momento. Tras revisar veintidós estudios concluyeron que la información dejaba “poco lugar a dudas sobre el hecho de que, de media, los consumidores de pornografía son más propensos a tener actitudes que pueden favorecer la agresión sexual y que les lleven a cometerla.”
La pornografía puede resultar perturbadora
El auge de la pornografía en internet trajo consigo que esta se volviera más perversa, gráfica y extrema. Las productoras pornográficas competían por destacar en la red yendo cada vez más allá. “Hace treinta años la pornografía explícita era la que mostraba el acto sexual de forma explícita,” afirma el neurocientífico Norman Doidge, autor de The Brain That Changes Itself. “La pornografía explícita ha evolucionado y ha sido invadida progresivamente por temáticas sadomasoquistas… con guiones donde el odio y la humillación se entremezclan con el sexo.” En nuestra sociedad hipersexualizada, la pornografía muestra vejaciones, abusos y humillaciones hacia mujeres como nunca antes se ha visto.
La tecnología no solo ha cambiado la pornografía que ven los jóvenes, sino también la edad a la que empiezan. Dos de cada tres chicos de apenas 14 años en Estados Unidos ha consumido pornografía durante el último año, y muchos de esos lo consumen en dispositivos electrónicos de uso diario.

## En el cristianismo
La pornografía no era ni tan frecuente ni tan accesible durante períodos de tiempo bíblicos en comparación con los tiempos modernos, por lo que la Biblia no menciona explícitamente este tema. Sin embargo, algunos han argumentado que Mateo 5:27-28 (parte de la exposición de la Ley) es compatible con una prohibición bíblica de la pornografía.
La Iglesia católica considera la pornografía un asunto grave, lo que significa que su producción y su consumo son un pecado grave si se hace con el pleno consentimiento y conocimiento de su gravedad. Otras religiones que también rechazan la pornografía son el judaísmo, el budismo, el islam, los testigos de Jehová y la Iglesia Adventista del Séptimo Día; esta última destaca en varios libros las consecuencias de la adicción a la pornografía.